# Ея
Е́я — река в Краснодарском крае и Ростовской области, впадает в Ейский лиман Таганрогского залива Азовского моря. Средний расход воды — 2,5 м³/с. Высота истока — 100 м над уровнем моря.

## География

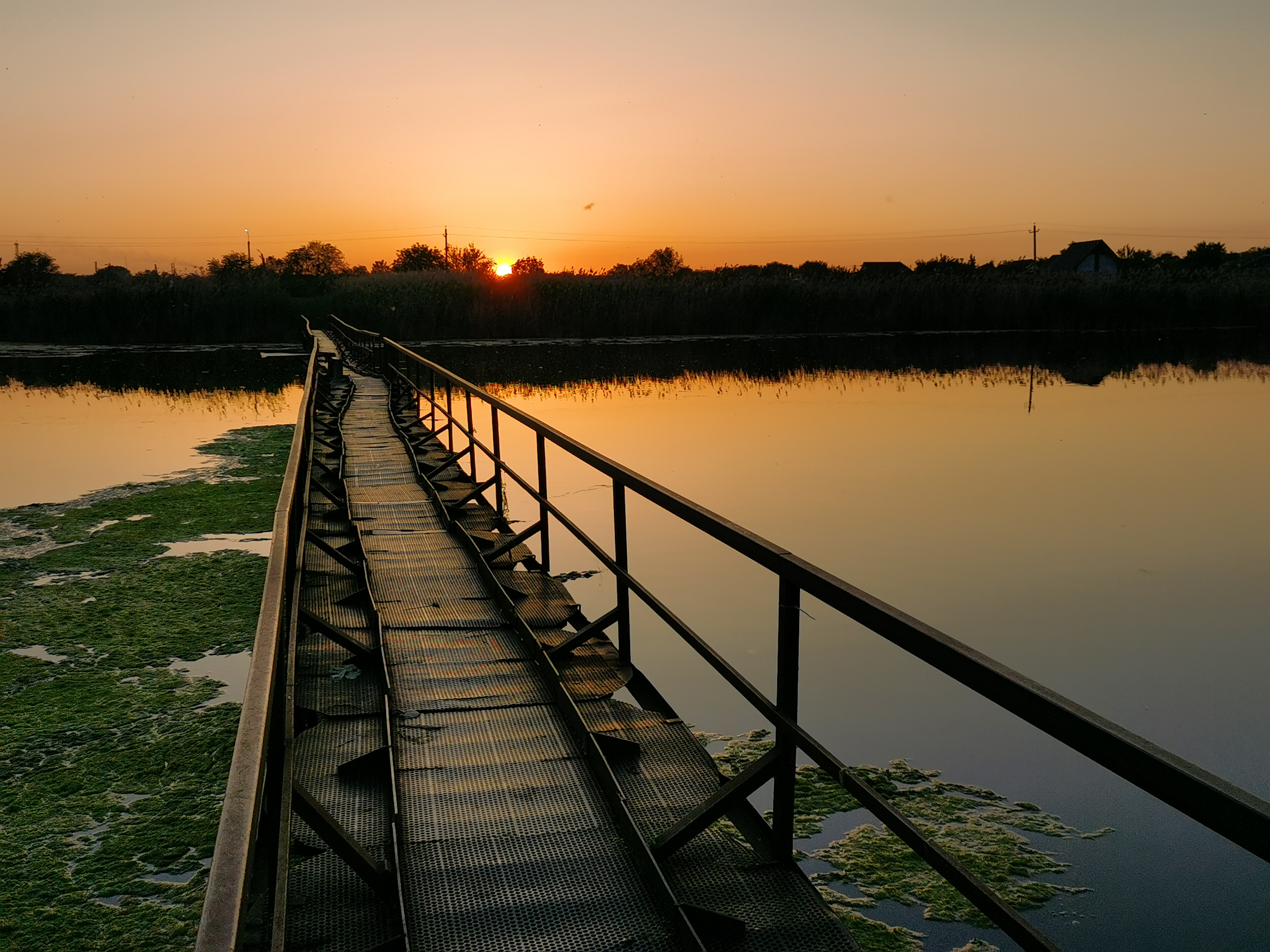
Пешеходный мост через реку в станице Новопокровская

Длина — 311 км, площадь бассейна — 8650 км². Исток — слияние рек Упорная и Корсун. Поток поначалу держит направление на северо-запад, у станицы Кущёвской после слияния с Куго-Еей поворачивает на запад. Течёт по Кубано-Приазовской низменности в широкой долине, в низовьях сильно заболоченной. Основной сток в период таяния снегов. Вода солоноватая. На всём протяжении Ея и притоки зарегулированы и представляют собой каскады прудов. Притоки: Карасун с его притоками Косой и Мокрой, Широкая, Горькая, Терновка с притоком Грузкая (ст. Калниболотская), Гаркушина (п. Незамаевский), Водяная (ст. Новоивановская), Плоская с притоком Терноватая и еще несколько небольших ручьев и далее Сосыка (левая) и Куго-Ея (правая).
От названия реки происходит имя города Ейск, села Ейское Укрепление и железнодорожной станции Ея. Впадает в Ейский лиман Таганрогского залива Азовского моря.

## Населённые пункты на реке
- Новопокровская
- Калниболотская
- Незамаевская
- Крыловская
- Кисляковская
- Кущёвская
- Шкуринская
- Елизаветовка
- Екатериновка
- Старощербиновская
- Ейское Укрепление